# الأرجنتين في الألعاب الأولمبية الصيفية 2016
نافست الأرجنتين في دورة الألعاب الأولمبية الصيفية 2016 في ريو دي جانيرو، البرازيل، من 05-21 أغسطس 2016.
وكان هذا الظهور الرابع والعشرين للبلاد في دورة الألعاب الأولمبية الصيفية، بعد أن غابت عن ثلاث دورات فقط وهي :دورة الألعاب الاولمبية 19012 في سانت لويس، ودورة الألعاب الاولمبية الصيفية 1912 في ستوكهولم، ودورة الألعاب الاولمبية الصيفية عام 1980 في موسكو بسبب الحرب السوفيتيه في أفغانستان. أرسلت لجنة أوليمبيكو الأرجنتينية الإسبانية هذه المرة أكبر عدد من المشاركين لدورة الألعاب في تاريخ الألعاب الأولمبية حولي 213 رياضيا 139 من الرجال و 74 من النساء، ويشاركون في 25 رياضة.